# Chyhyryn (huyện)
Huyện Chyhyryn (tiếng Ukraina: Чигиринський район, chuyển tự: Chyhyryns’kyi raion) là một huyện của tỉnh Cherkasy thuộc Ukraina. Huyện Chyhyryn có diện tích 1217 km², dân số theo điều tra dân số ngày 5 tháng 12 năm 2001 là 36120 người với mật độ 30 người/km2. Trung tâm huyện nằm ở Chyhyryn.